# Gymnopilus odini

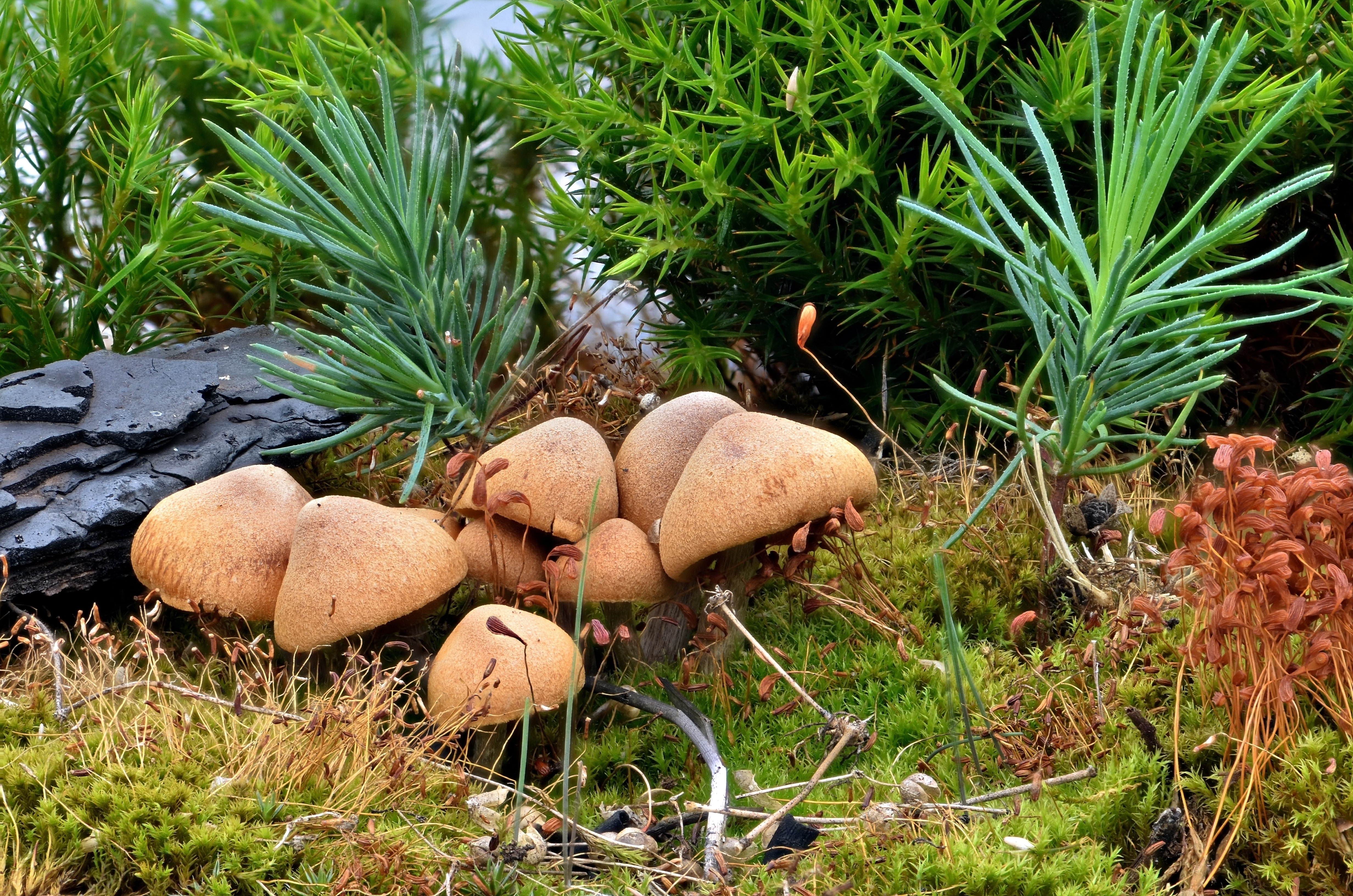

Gymnopilus odini (Fr.) Bon & P. Roux – gatunek grzybów należący do rodziny podziemniczkowatych (Hymenogastraceae).

## Systematyka i nazewnictwo
Pozycja w klasyfikacji według Index Fungorum: Gymnopilus, Hymenogastraceae, Agaricales, Agaricomycetidae, Agaricomycetes, Agaricomycotina, Basidiomycota, Fungi.
Po raz pierwszy opisał go 1863 roku Elias Fries, nadając mu nazwę Agaricus odini. Obecną nazwę nadali mu w 2002 roku Marcel Bon i Pierre Roux. Synonimy:
- Agaricus odini Fr. 1863
- Gymnopilus odini (Fr.) Kühner & Romagn. 1953
- Hebeloma odini (Fr.) P. Karst. 1879

## Morfologia
Owocniki małe, kapelusz o średnicy do 25 mm, pomarańczowo-czerwono-brązowy, z prawie gładką powierzchnią, co najwyżej drobnowłóknistą, łuszcząca się. Smak gorzkawy. Zarodniki jajowato-elipsoidalne lub migdałowate (6–)6,5–7,5(–8,5) × (3,5–)4,0–4,8(–5,5) μm, brodawkowane.

## Występowanie i siedlisko
Podano stanowiska Gymnopilus decipiens w Ameryce Północnej, Europie i Azji. Jest bardzo rzadki. Brak go w opracowanym w 2003 r. przez Władysława Wojewodę wykazie wielkoowocnikowych grzybów podstawkowych Polski, ale podano jego stanowiska w późniejszych latach.
Grzyb saprotroficzny. Rośnie na spaleniskach (grzyb wypaleniskowy), w lasach iglastych, na wrzosowiskach i torfowiskach, na glebach piaszczystych lub torfowych.